# Klaus Klundt
Klaus Klundt (ur. 25 grudnia 1941 w Miłowicach) – niemiecki szachista, mistrz międzynarodowy od 1988 roku.

## Kariera szachowa
W 1968 r. wystąpił w reprezentacji Republiki Federalnej Niemiec na rozegranych w Ybbs drużynowych mistrzostwach świata studentów, zdobywając srebrny medal. Wkrótce awansował do krajowej czołówki, dwukrotnie zdobywając medale w indywidualnych mistrzostwach RFN (brązowy w 1969 oraz srebrny w 1970). Te sukcesy zakwalifikowały go do drużyny na szachową olimpiadę w Siegen w 1970 r., gdzie szachiści RFN zajęli VI m.. W kolejnych kilkunastu latach w turniejach szachowych startował sporadycznie, przede wszystkim w rozgrywkach drużynowych.
Do czynnej gry powrócił w drugiej połowie lat 80., osiągając sukcesy na arenie międzynarodowej: dz. II m. w Augsburgu (1987/88, za Eckhardem Schmittdielem, wspólnie z Ivanem Hausnerem, dz. II m. w Würzburgu (1989, za Vlastimilem Jansą, wspólnie z Eduardem Meduną), III m. w Linzu (1995, za Jakowem Meisterem i Henrikiem Teske) oraz dz. I m. w Augsburgu (1997, wspólnie z m.in. Micheilem Kekelidze i Michalem Konopką). W 2004 r. odniósł największy sukces w karierze, zdobywając w Halle tytuł wicemistrza świata "weteranów" (zawodników powyżej 60. roku życia) oraz podzielił II m. (za Leonidem Miłowem, wspólnie z m.in. Anatolijem Donczenko) w Bad Homburg. W 2005 r. zdobył w Essen tytuł mistrza Niemiec "weteranów", w 2006 r. zwyciężył w Prichsenstadt, w 2007 r. podzielił IV m. w Bad Homburg (za Igorem Chenkinem, Leonidem Miłowem i Heikki Westerinenem, wspólnie z m.in. Vlastimilem Hortem), natomiast w 2008 r. podzielił III m. we Frankfurcie nad Menem (za Leonidem Miłowem i Jurijem Boidmanem, wspólnie z m.in. Leonidem Kritzem i Bogdanem Grabarczykiem).
Najwyższy ranking w dotychczasowej karierze osiągnął 1 stycznia 1990 r., z wynikiem 2415 dzielił wówczas 35-40. miejsce wśród szachistów Republiki Federalnej Niemiec.